# Barbara Lischetti

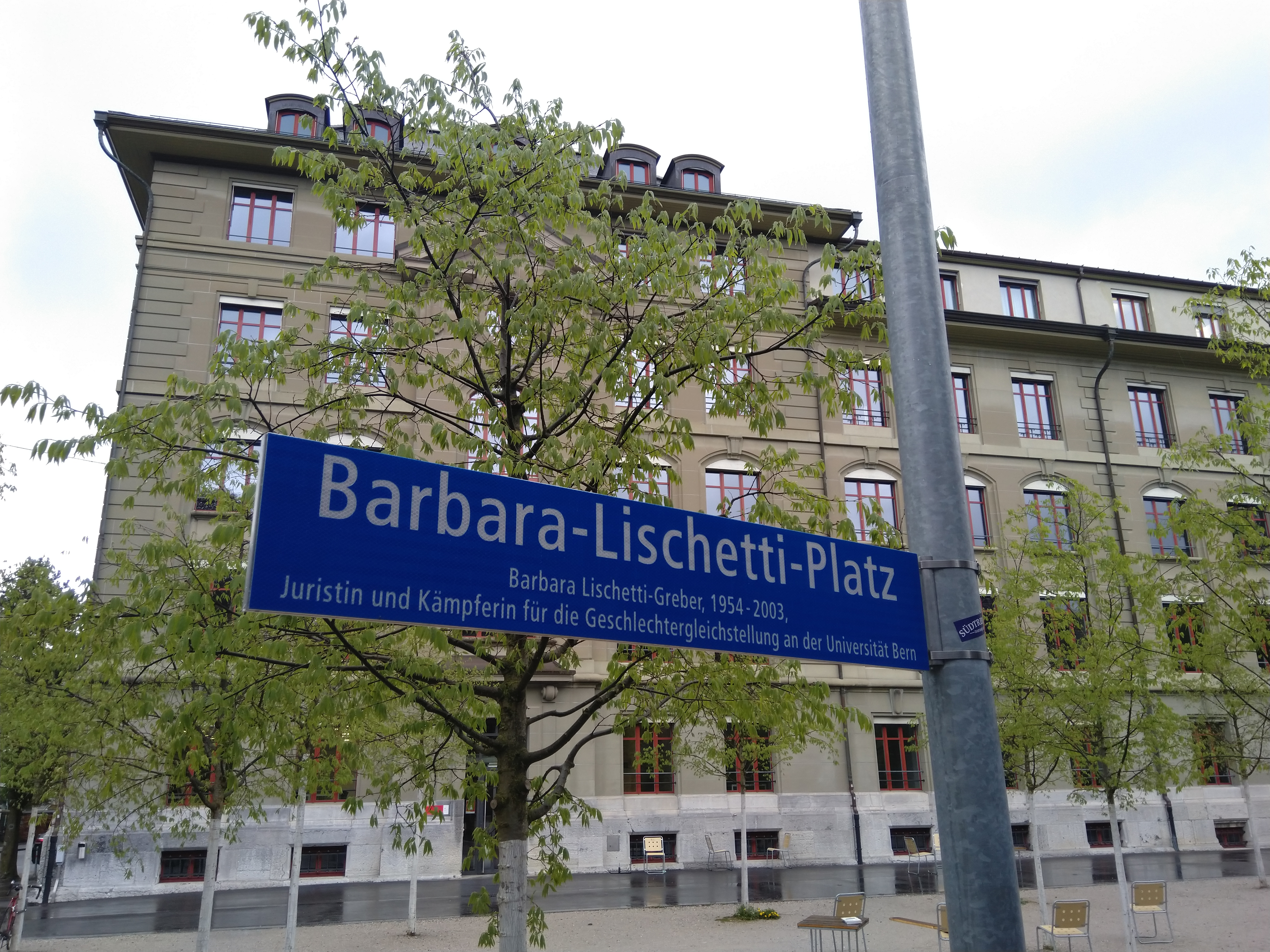
Der nach ihr benannte Barbara-Lischetti-Platz in Bern

Barbara Lischetti (* 1954 als Barbara Greber in Ligerz; † 3. Oktober 2003 in Bern) war eine Schweizer Juristin, Gleichstellungsbeauftragte und Wegbereiterin der Geschlechterforschung an der Universität Bern.

## Leben
Geboren im Kanton Bern als Barbara Greber, zog sie als Kind und Jugendliche mit der Familie nach Pieterlen und später nach Biel. Im Alter von 24 Jahren zog sie 1968 in die Stadt Bern und lebte dort bis zu ihrem frühen Tod im Alter von 49 Jahren. Sie war mit dem Maler, Bildhauer und Aktionskünstler Carlo E. Lischetti verheiratet. Sie hatten zwei gemeinsame Kinder.

## Gleichstellungsarbeit
Barbara Lischetti war eine wegweisende Persönlichkeit in der Geschlechterforschung und Gleichstellungsbeauftragte an der Universität Bern. Als Leiterin der Abteilung für Frauenförderung (AFF, heute Abteilung für Chancengleichheit genannt) «nahm [sie] diese Aufgabe zügig an die Hand und diskutierte und verhandelte mit Humor, taktischem Fingerspitzengefühl und viel juristischem Sachverstand endlos mit Vertretern der Fakultäten und der Universitätsleitung».
Ihr Vermächtnis bleibt bis heute spürbar. Das Reglement für Frauenförderung der Universität Bern bildet zum Beispiel nach wie vor die Grundlage für die Gleichstellungs- und Chancengleichheitsarbeit an der Universität Bern und ist ein wichtiger Pfeiler für die aktuelle Abteilung der Chancengleichheit. Bei der erstmaligen Einführung im Jahr 1995 war es das erste umfangreiche Reglement an einer Schweizer Hochschule, welches vielen weiteren Universitäten als Vorbild diente. In der Antragsrede vor dem Senat, die von Lischetti geschrieben war, erinnerte ihre Präsidentin «an das ‹Reglement über den Eintritt der Frauen in die Universität Bern› von 1874, an die ersten Doktorandinnen und an die Tatsache, dass die Universität Bern einst als erste europäische Hochschule im Jahr 1898 eine Frau habilitiert hatte».
Zu ihrem Vermächtnis zählt des Weiteren die Gründung des Interdisziplinären Zentrums für Frauen und Geschlechterforschung (IZFG), denn ohne Lischettis Engagement wäre die Realisierung des IZFG undenkbar gewesen. Sie hatte die kreative Idee, das IZFG durch Gelder aus dem Bundesprogramm Chancengleichheit zu finanzieren. Die Universität Bern erhielt diese Gelder ursprünglich für die Berufung von Frauen in eine Professur. Mit der Unterstützung anderer Professorinnen konnte Lischetti die Universitätsleitung überzeugen, diese Gelder in die institutionelle Verankerung des IZFG zu investieren. Das Konzept einer institutionellen Verankerung des IZFG als eine interdisziplinäre Einheit innerhalb der Universität besteht bis heute. Die Universität Bern war hierbei eine Vorreiterin, da das IZFG im Jahr 2001 die erste wissenschaftliche Einrichtung für Geschlechterforschung an einer Schweizer Universität war.
Genauso wichtig ist ihr Beitrag im Bereich der Nachwuchsförderung. Lischetti hat hartnäckig daran gearbeitet, die Kindertagesstätten (Kita) zu erweitern, da sie darin eine Förderung für Frauen sah. Vor ihrer Bemühung waren begrenzte Kita-Plätze und lange Wartezeiten für Eltern an der Universität Bern üblich. Lischetti war jedoch nicht bereit, dieses begrenzte Angebot hinzunehmen. Zusammen mit dem damaligen Leiter der Abteilung Bau und Raum erkundete sie auf einem Roller das Länggass-Quartier, um nach geeigneten Kita-Häusern zu suchen. Dank ihrem Engagement wurde das «Casa Tutti Frutti» im Jahr 2001 eröffnet und bot 35 zusätzliche Betreuungsplätze für Kinder von Universitätsangehörigen an. Die heutige KIHOB, die Stiftung Kinderbetreuung im Hochschulraum Bern, bietet Platz für fast 200 Kinder von Hochschulangehörigen der Universität Bern und der PHBern.
Sie erlag 2003 im Alter von 49 Jahren einem langwierigen Krebsleiden.

## Würdigung
Als Anerkennung für ihre Verdienste wurde der Wissenschaftspreis für exzellente Dissertationen zur Geschlechterforschung an der Universität Bern im Jahr 2014 nach Barbara Lischetti benannt. Er wird alle zwei Jahre vergeben und ist mit 2'000 CHF dotiert. Um ihr Engagement darüber hinaus zu ehren, trägt seit 2020 ein Platz an der Mittelstrasse 43 im Quartier Länggasse der Stadt Bern auch den Namen der Pionierin für Gleichstellung und Geschlechterforschung.

## Publikationen
- mit Christine Michel (Hrsg.): Vom Störfall zur Schlüsselfunktion? Fazit und Ausblick nach 10 Jahren universitärer Gleichstellungspolitik. Bern 2003.
- Hrsg.: Kopfprämien für Professorinnen? Über Verfassungsmässigkeit, Opportunität und Nützlichkeit von Anreizsystemen. Tagungsband. 2002.
- Prostitution: Rechtliche Situation der Prostituierten. Bedürfnisabklärung für eine Beratungsstelle für Prostituierte in Bern. Verein Xenia, Bern 1986.
- Reglement für die Gleichstellung von Frauen und Männern der Universität Bern: Kommentar zu den einzelnen Artikeln. Abteilung für die Gleichstellung von Frauen und Männern an der Universität Bern. 2., überarb. Aufl. Bern 1999.
- mit Monique Aeschbacher, Margareta Lauterburg: Durchs Netz gefallen: Eine juristische Analyse der Stellung der Frauen im schweizerischen Sozialversicherungssystem unter Berücksichtigung der Eigenheiten von Frauenlebensläufen. Schweizerische Gesellschaft für Gesundheitspolitik (SGGP), Muri bei Bern 1994.